# Markowizna (Subkarpaten)
Markowizna is een plaats in het Poolse district  Rzeszowski, woiwodschap Subkarpaten. De plaats maakt deel uit van de gemeente Sokołów Małopolski en telt 437 (dane na rok 2005) inwoners.